# 제2차 바티칸 공의회
제2차 바티칸 공의회(라틴어: Concilium Vaticanum Secundum)는 서방교회 지역에서 열린 천주교의 공식 회의이다. 1962년부터 1965년까지 열린 천주교회의 공의회로 천주교회가 장차 앞으로 나아갈 길을 타진한 교회의 현대적 개혁이 이 공의회의 목적이었다. 현재 천주교 역사상 가장 최근에 이루어진 공의회이다.

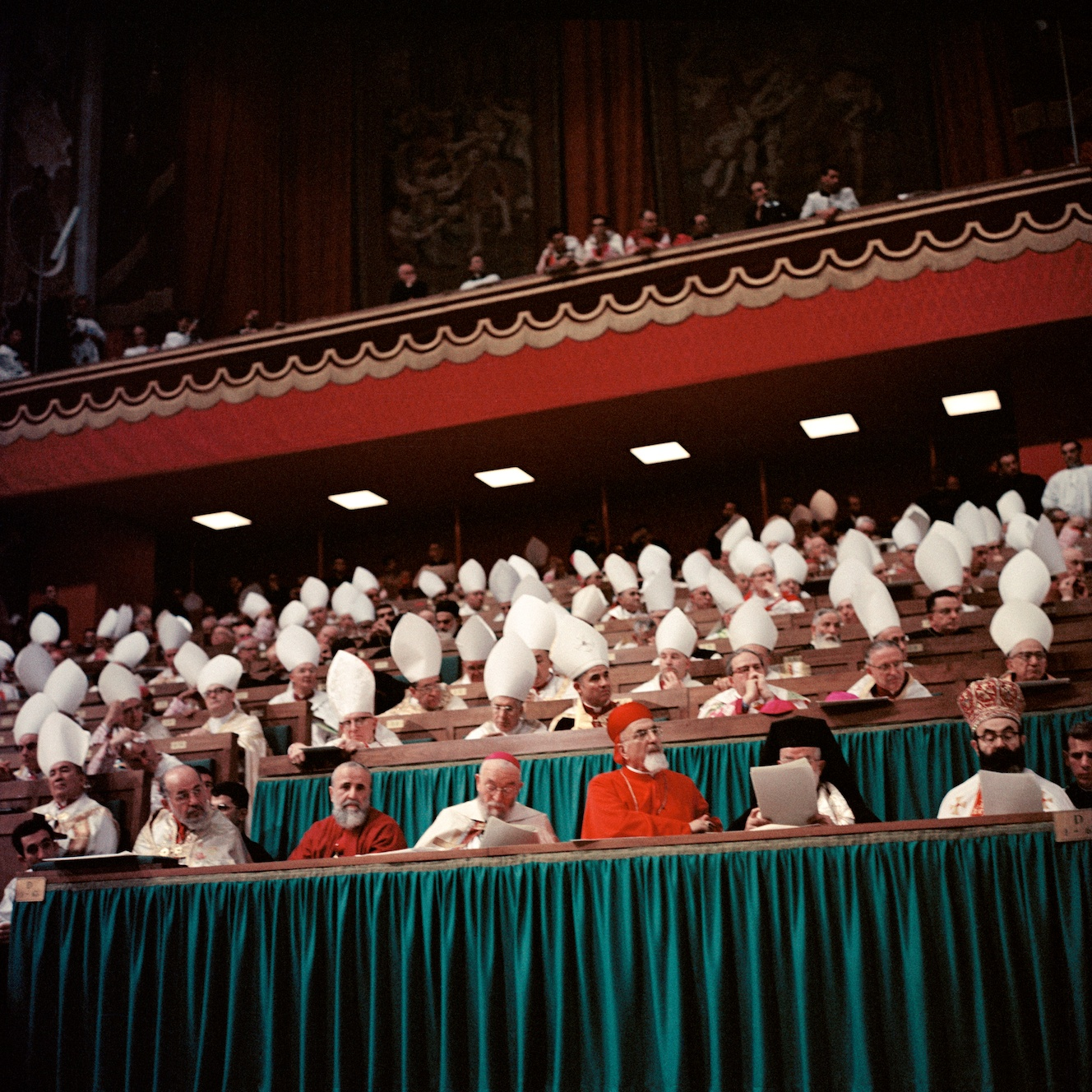
Second Vatican Council by Lothar Wolleh 007

## 공의회의 개관
- 4회기 동안 로마에서 개최된 로마 가톨릭교회의 제21차 보편공의회.
- 요한 23세 교황의 재위 기간 동안에 개최된 첫 번째 회기는 1962년 10월 11일부터 12월 8일까지 진행되었고,
- 바오로 6세 교황의 재위 기간 동안에 개최된 나머지 세 개의 회기는 1963년 9월 29일부터 12월 14일까지, 1964년 9월 14일부터 11월 21일까지, 1965년 9월 14일부터 12월 8일까지 진행되었다.
- 이 공의회는 역대 보편공의회 가운데 가장 큰 규모였고(참가자 2,800명), 가장 생산적이었다(16개의 중요한 문서).
- 제2차 바티칸 공의회의 가르침은 세계 전역에 걸쳐 자리잡고 있는 교회에 심대한 영향을 미쳤다. 공의회에서 확정된 16개의 문서 가운데 4개는 교회 전체를 위해 매우 중요한 헌장(憲章, constitution)이고, 9개는 교회 내의 특정 집단을 위한 특정 주제들에 대한 교령(敎令, decretum)이며, 나머지 3개는 선언(宣言, declaration)이다.
- 교회헌장(인류의 빛 Lumen Gentium, 1964. 11. 21)은 교회가 자기 자신의 본성을 어떻게 이해하고 있는지를 설명한다.
  - 제1장(교회의 신비)은 신적이면서 동시에 인간적인 교회관을 제시하고 있다.
  - 제2장(하느님의 백성)은 교회가 선의의 모든 백성, 즉 '하느님 백성'을 포용한다는 사실을 지적하고 있다.
  - 제3장(교회의 위계조직, 특히 주교직)은 교황의 지도 아래 교회의 사업을 위해 집단적으로 책임을 지고 있는 세계의 주교들을 묘사하고 있다.
  - 제4장(평신도)은 평신도의 교회 내 역할을 매우 적극적인 방식으로 논하고 있다.
  - 제5장(교회의 보편적 성화 소명)에서는 모든 사람이 성덕으로 불렸음을 지적한 다음,
  - 제6장(수도자)에서는 수도회에 대해서,
  - 제7장(순례하는 교회의 종말론적 성격, 그리고 천상 교회와 그 일치)에서는 지상으로부터 '천국'으로 순례중에 있는 교회에 대해서,
  - 제8장(그리스도와 교회 안에 계시는 천주의 성모 복되신 동정 마리아)에서는 복되신 동정 마리아의 역할에 대하여 논하고 있다.
- 계시헌장(하느님의 말씀 Dei Verbum, 1965. 11. 18)은 하느님께서 어떻게 당신 자신을 인간에게 계시하시는지에 관한 교회의 가르침을 해명하고 있다. 이 계시의 전달은 성서 속에 글자로 기록되어 있다. 구전(口傳)에 의한 그것의 전달은 교회의 성전(聖傳) 또는 전승(傳承)의 일부이다. 성서와 성전은 둘 다 하나이며 동일한 원천으로부터 솟아 나온다.
- 전례헌장(거룩한 공의회 Sacrosanctum Concilium, 1963. 12. 4)은 경배가 교회의 삶의 심장이라는 교회의 가르침을 설명한다. 거룩한 본문들과 예식들은, 그것들이 의미하는 거룩한 것들을 좀 더 명료하게 표현할 수 있도록 잘 묘사되어야 한다. 그래서 그리스도인들이 가능한 한 그것들을 어렵지 않게 이해하고 그것들에 충만히 능동적으로 참여하여 진정한 공동체를 이룰 수 있어야 한다.
- 사목헌장(기쁨과 희망 Gaudium et Spes, 1965. 12. 7)은 전 세계의 모든 사람에게 말하며 인간 인격의 존엄성을 조명하고 우리 시대의 주요 문제들에 대한 해결책을 발견하는 데 공동 협력하려는 교회의 진지한 노력을 설명한다.
- 9개의 교령은 주교의 사목직, 교회일치운동, 동방 가톨릭교회, 사제의 직무와 생활, 사제 양성, 수도생활의 쇄신, 교회의 선교사 활동, 평신도의 사도직, 대중매체 등의 주제들을 다루고 있다.
- 3개 선언은 비그리스도교와 교회의 관계에 대한 선언을 비롯한 종교의 자유, 교회의 타종교에 대한 태도, 기독교 교육을 다루고 있다.

## 공의회 문헌
4개의 헌장:
- 거룩한 공의회 Sacrosanctum Concilium (거룩한 전례에 관한 헌장)
- 인류의 빛 Lumen gentium (교회에 관한 교의 헌장)
- 하느님의 말씀 Dei verbum (하느님의 계시에 관한 교의 헌장)
- 기쁨과 희망 Gaudium et spes (현대 세계의 교회에 관한 사목 헌장)

3개의 선언:
- 교육의 중대성 Gravissimum educationis (그리스도인 교육에 관한 선언)
- 우리 시대 Nostra aetate (비그리스도교와 교회의 관계에 대한 선언)
- 인간 존엄성 Dignitatis humanae (종교 자유에 대한 선언)

9개의 교령:
- 놀라운 기술 Inter mirifica (사회 매체에 관한 교령)
- 동방 교회들 Orientalium Ecclesiarum (동방 가톨릭 교회들에 관한 교령)
- 일치의 재건 Unitatis redintegratio (일치 운동에 관한 교령)
- 주님이신 그리스도 Christus Dominus (주교들의 사목 임무에 관한 교령)
- 완전한 사랑 Perfectae caritatis (수도생활의 쇄신에 관한 교령)
- 온 교회의 열망 Optatam totius (사제 양성에 관한 교령)
- 사도직 활동 Apostolicam actuositatem (평신도 사도직에 관한 교령)
- 만민에게 Ad gentes (교회의 선교활동에 관한 교령)
- 사제품 Presbyterorum ordinis (사제의 생활과 교역에 관한 교령)

## 바티칸 공의회의 결과
- 트리엔트 공의회 이후 라틴어로 획일화되어 봉헌하던 미사가 각국의 언어로 봉헌되기 시작했다.
- 사제가 신자들과 함께 제단을 바라보며 미사를 올린 것을 신자들을 마주보며 미사를 올리기로 하였으며, 명시적으로 제단을 바라보는 자세가 금지된 것은 아니다.
- 소녀 복사가 최초로 인정되었다.
- 1517년 종교개혁 전통에 따라 분열된 개신교를 폄하하는 표현이었던 열교를 ‘분리된 형제’로 순화했다. 이는 1960년대 루터교회와 다른 개신교회가 발표한 로마가톨릭의 종교개혁 개신교 신자 살해와 방화 및 억압에 대한 용서에 천주교회의 응답이었다. 다만 여전히 독립적 지위는 인정하지 않았다.
- 1054년 동방교회와 서방교회의 교회 분열로 갈라진 동방교회(동방정교회)와 화해하였다. 이는 1960년 동방정교회가 발표한 로마가톨릭교회의 십자군 전쟁 시기에 저지른 정교회 교인 살해와 교회 약탈, 방화와 그외 정교회에 대한 약탈에 대한 용서에 천주교회의 응답이었다.
- 다른 종교에도 배울 점이 있으나, 기독교적 복음을 전해야 한다는 종교관을 고백했다. 이와 관련해 전세계 다른 종교인들이 상당히 고무되었다.
- 교회의 사회적 책임에 곧 사회적 불의에 하느님의 말씀으로 저항하는 예언자적인 책임에 더 많은 관심을 갖게 되었다. 저명한 로마 가톨릭교회 신학자이며, 제2차 바티칸 공의회 신학 자문으로도 활약한 칼 라너 사제가 제2차 세계대전당시 가톨릭의 안위를 위해서라는 이유로 나치독일 등의 전체주의에 저항하지 않은 점[1]에 대해 지적한 일이 영향을 준 것이다.[2][3]